# Procyon pygmaeus
El mapache de Cozumel o mapache pigmeo (Procyon pygmaeus) es una especie de mamífero carnívoro de la familia Procyonidae endémico de la isla de Cozumel, Quintana Roo, en México. Se considera en peligro de extinción por México y en Peligro Crítico internacionalmente. Como su nombre lo indica es de menor tamaño que su pariente del continente.
A diferencia de sus congéneres de las Antillas, esta especie tiene características morfológicas distintivas comparado con el mapache propiamente dicho. En 1901, Clinton Hart Merriam lo clasificó como una especie aparte, muy diferente del de sus parientes en el continente, pues es mucho más pequeño en tamaño (peso máximo de 3 o 4 kg). Se distingue de inmediato del mapache común por la presencia una de banda negra que va de cada mejilla a cada ojo y por la cola dorada, así como por sus características anatómicas, tales como la forma de los dientes y de la nariz.
Se alimenta de cangrejos, ranas, lagartijas, insectos y frutas.
Es un ejemplo de enanismo insular debido a su aislamiento por largo tiempo: un estudio arqueológico reciente ha revelado que los mayas ya sabían de la existencia de mapaches pigmeos en Cozumel, lo cual demuestra que la reducción en el tamaño de esta especie no ha sido un fenómeno reciente.

## Estado de conservación
Los carnívoros de islas tienden a ser las primeras especies en extinguirse con la llegada del ser humano. El mayor peligro para el mapache de Cozumel es la industria del turismo. Los mapaches tienen una distribución costera muy limitada y la zona está sometida a desarrollo urbano, esto podría tener un impacto severo en su hábitat. No hay leyes que protejan a esta especie.